# Pomnik Niepodległości Polski w Nawojowej Górze
Pomnik Niepodległości Polski w Nawojowej Górze – pomnik znajdujący się w Nawojowej Górze, w powiecie krakowskim.
Pierwszy pomnik, którego fundatorem był Karol Gustaw Domański (1888–1936), stanął 11 listopada 1934 po drugiej stronie obecnej drogi krajowej nr 79 i obecnego pomnika. Upamiętniał wymarsz legionistów 6 sierpnia 1914 jak i samego Józefa Piłsudskiego.
Na cokole znajdowała się płaskorzeźba Józefa Piłsudskiego oraz trzy napisy:
- MARSZAŁKOWI JÓZEFOWI PIŁSUDSKIEMU MŁODZIEŻ POWIATU CHRZANOWSKIEGO
- PO WYŚCIGU KRWI I ORĘŻA NASTĄPI WYŚCIG PRACY
- CHCIEĆ TO MÓC

W 1942, w czasie II. wojny światowej okupanci niemieccy zburzyli pomnik.
11 listopada 1989 odsłonięto pamiątkowy głaz z inskrypcją. Zaprojektował go Marian Konarski. Stał on na niewielkiej wapiennej skale przy drodze krajowej nr 79, nieopodal miejsca, gdzie był pierwotny Pomnik Niepodległości. Obecnie miejsce to zostało zniwelowane, a pamiątkowy głaz został usunięty.
3 maja 1991, dzięki fundacji okolicznych zakładów pracy oraz ofiar ludności, została odsłonięta replika pierwszego pomnika, na którym znajdują się cztery tablice pamiątkowe, płaskorzeźba Józefa Piłsudskiego, a całość wieńczy orzeł polski z rozpostartymi skrzydłami.
Inskrypcje na tablicach:

PIERWSZEMU
MARSZAŁKOWI
NIEPODLEGŁEJ POLSKI
 JÓZEFOWI PIŁSUDSKIEMU
1914–1991 
SPOŁECZEŃSTWO ZIEMI

KRZESZOWICKIEJ
 1943–1993

RZECZPOSPOLITA POLSKA
WSKRZESZONA WALKĄ I OFIARĄ
NAJLEPSZYCH SWOICH SYNÓW MA
BYĆ PRZEKAZYWANA W SPADKU
DZIEJOWYM Z POKOLENIA 
NA POKOLENIE
FRAGMENT Z KONSTYTUCJI 3 MAJA 1791

NARÓD TRACĄC PAMIĘĆ TRACI ŻYCIE
Z TEGO MIEJSCA 6 VIII 1914 r.
WYRUSZYŁA NA WROGA
PIERWSZA BRYGADA LEGIONOWA
ZORGANIZOWANA POD WODZĄ 
MARSZAŁKA JÓZEFA PIŁSUDSKIEGO
WYBUDOWANY W 1934 r.

ODBUDOWANY W 1991 r.

MŁODZIEŻY POLSKA PATRZ NA TEGO ORŁA
LEGIONY POLSKIE DŹWIGNĘŁY GO WZWYŻ
PRZECHODZĄC GÓRY LASY I POLA
DLA CIEBIE POLSKO I DLA TWEJ CHWAŁY 
NAWOJOWA GÓRA 
3 MAJ 1991 R